# ニマ県
ニマ県（ニマけん）は中華人民共和国チベット自治区ナクチュ市の県の一つ。ニマはチベット語で「太陽」の意。県政府所在地はニマ鎮（尼瑪鎮）。平均海抜6460m。北部は広大な無人地帯。

## 行政区画
1鎮、13郷を管轄：
- 鎮：ニマ鎮（尼瑪鎮）
- 郷：卓尼郷、達果郷、阿索郷、栄瑪郷、中倉郷、来多郷、申亜郷、卓瓦郷、俄久郷、文部郷、甲谷郷、軍倉郷、吉瓦郷